# Heyersum
Heyersum ist ein Dorf und östlicher Ortsteil der Gemeinde Nordstemmen im Landkreis Hildesheim.

## Geografie
Nachbarortschaften sind im Norden Rössing, im Osten Klein Escherde sowie Groß Escherde und westlich neben Nordstemmen der Ortsteil Mahlerten. Südlich erhebt sich der Hildesheimer Wald.

## Geschichte
Erste Erwähnung findet der Ort 1022 in Aufzeichnungen des Michaelisklosters. Der Ortsname leitet sich von Hogeresem, Hoiereshem, Hogersem, Hoyersem zu Heyersum ab und wird als Hogers Heim gedeutet. Hier wurde seit etwa 1000 Jahren Salz gewonnen. Die einfache Salzgewinnung wurde 1604 mit einem Gradierwerk verbessert. Mit der zuletzt betriebenen Saline wurde 1876 die Salzgewinnung eingestellt.
Seit 1966 verbindet Heyersum die deutsch-französische Patenschaft mit St. Aubin.
Am 1. März 1974 wurde Heyersum in die Gemeinde Nordstemmen eingegliedert.

## Politik

### Ortsrat
Der Ortsrat von Heyersum setzt sich aus 2 Ratsfrauen und 5 Ratsherren zusammen. Im Ortsrat befinden sich zusätzlich zwei beratende Mitglieder (FDP + Grüne).
- SPD: 3 Sitze
- CDU: 1 Sitz
- Grüne: 1 Sitz
- Fraktionslose: 2 Sitze

(Stand: Kommunalwahl 11. September 2016)

### Ortsbürgermeister
Der Ortsbürgermeister ist Jonas Schefe (SPD). Seine Stellvertreter sind Lutz Loebel (Grüne) und Henrike Bauermeister-Mund (CDU).

### Wappen
Der Entwurf des Wappens der Gemeinde Heyersum stammt von dem Heraldiker und Wappenmaler Gustav Völker, der sämtliche Wappen in der Region Hannover entworfen hat. Der Gemeinde wurde das Ortswappen am 16. Mai 1938 durch den Oberpräsidenten der Provinz Hannover verliehen. Der Landrat aus Alfeld überreichte es am 4. Juli desselben Jahres.
| Wappen von Heyersum | Blasonierung: „In Grün eine aufsteigende eingebogene goldene Spitze, beseitet von zwei abgewendeten silbernen Salzhaken.“ |
| Wappen von Heyersum | Wappenbegründung: Neben fruchtbaren Ackerbreiten sind offenbar die Salzquellen südlich des Dorfes, die bis in das vergangene Jahrhundert genutzt worden sind, Veranlassung und Grundlage der Siedlung Heyersum gewesen, deren Bestand sich bis in die Jungsteinzeit lückenlos zurückverfolgen lässt. Auf diese Tatsache weisen die beiden Salzhaken im grünen Felde hin, während der von unten in den Schild eingeschobene goldene Winkel die einst bei Heyersum gelegene Mahlstatt der „Gohe zum güldenen Winkel“ in der Erinnerung festhält. |

## Kultur und Sehenswürdigkeiten

### Bauwerke
- Am östlichen Ortsausgang zur B1 stehen am Rand der Kreuzstraße zwei Kreuzsteine und ein Steinkreuz. Ihr Alter wird auf 450 bis 750 Jahre geschätzt. Nach einer Sage wurden sie von einer weisen Frau als Mittel gegen die Pest gesetzt. Für die auch als Sühnesteine bezeichneten Kreuzsteine gibt es keine dokumentierten Aufstellungsgründe mehr.[6]
- Die St.-Mauritius-Kirche wurde um 1350 errichtet. Der wesentlich neuere Kirchturm kam erst 1836 hinzu.
- Die denkmalgeschützten Gebäude der Saline von 1604 sind heute bewohnt. Hinter ihnen befindet sich noch heute der Salzteich.
- Mitte des 16. Jahrhunderts befanden sich zwei Mühlen auf dem Mühlenberg, wo heute das hölzerne Kreuz steht. Außerdem war dort früher die Gerichtsstätte. 1639 wurde dort wegen Hexerei eine Mutter verbrannt und ihre Kinder, 13 und 14 Jahre alt, wurden enthauptet.
- Das hölzerne Kreuz des Deutschen Ostens wurde 1961 auf dem Mühlenberg errichtet und nach Zerstörungen 1990 und 2006 neu eingeweiht.

### Fotogalerie

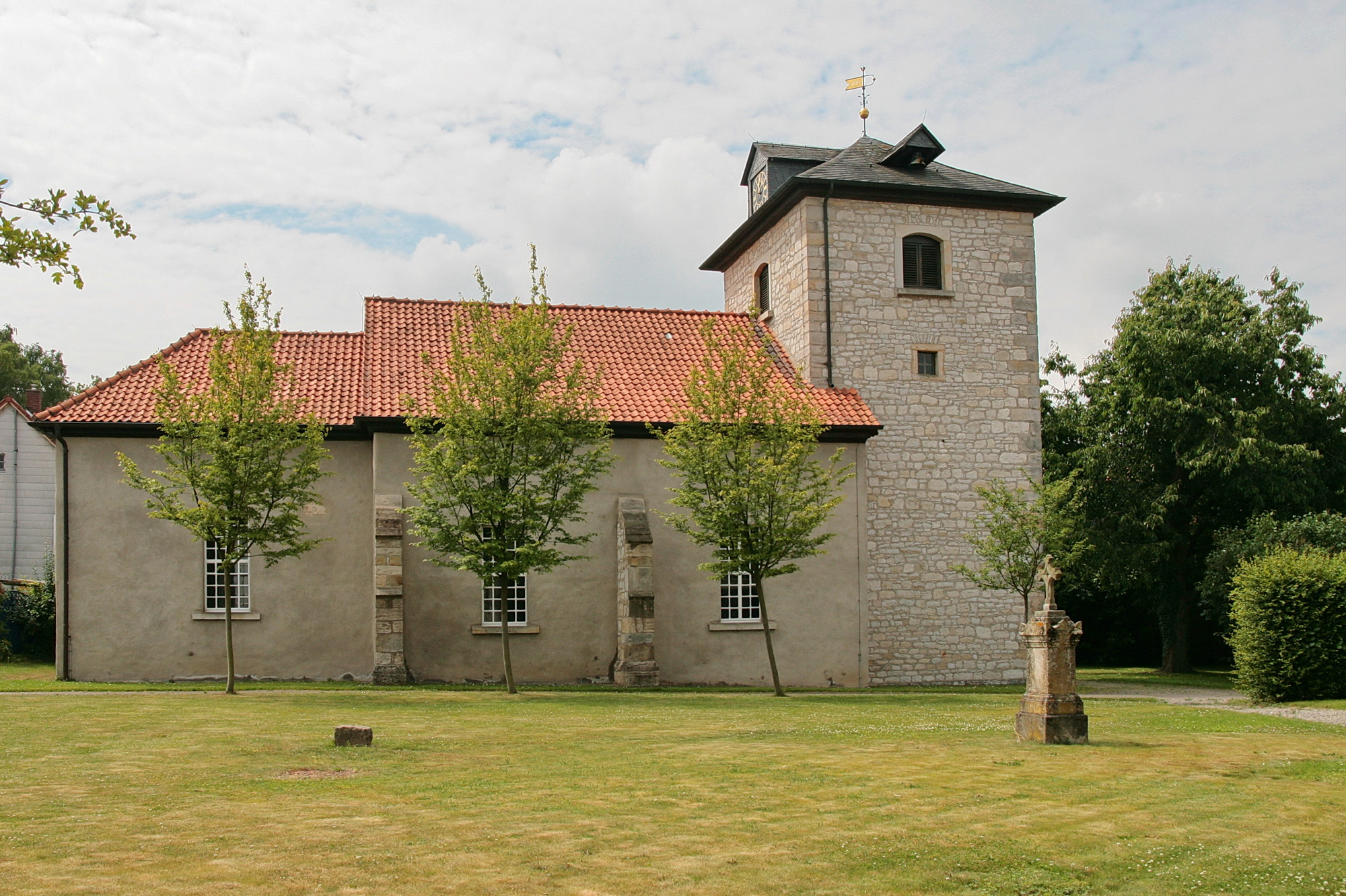
St.-Mauritius-Kirche
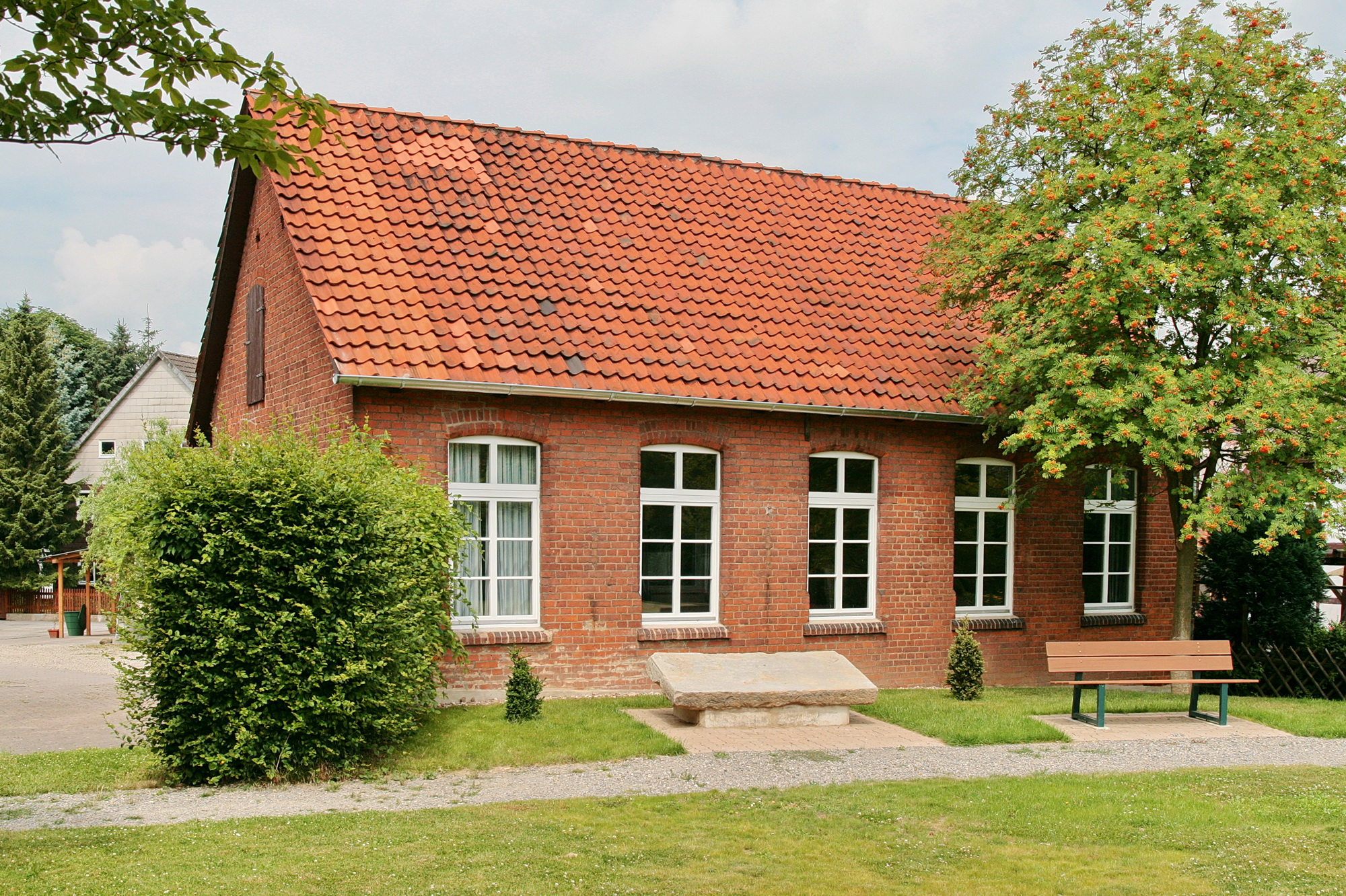
Altes Schulhaus
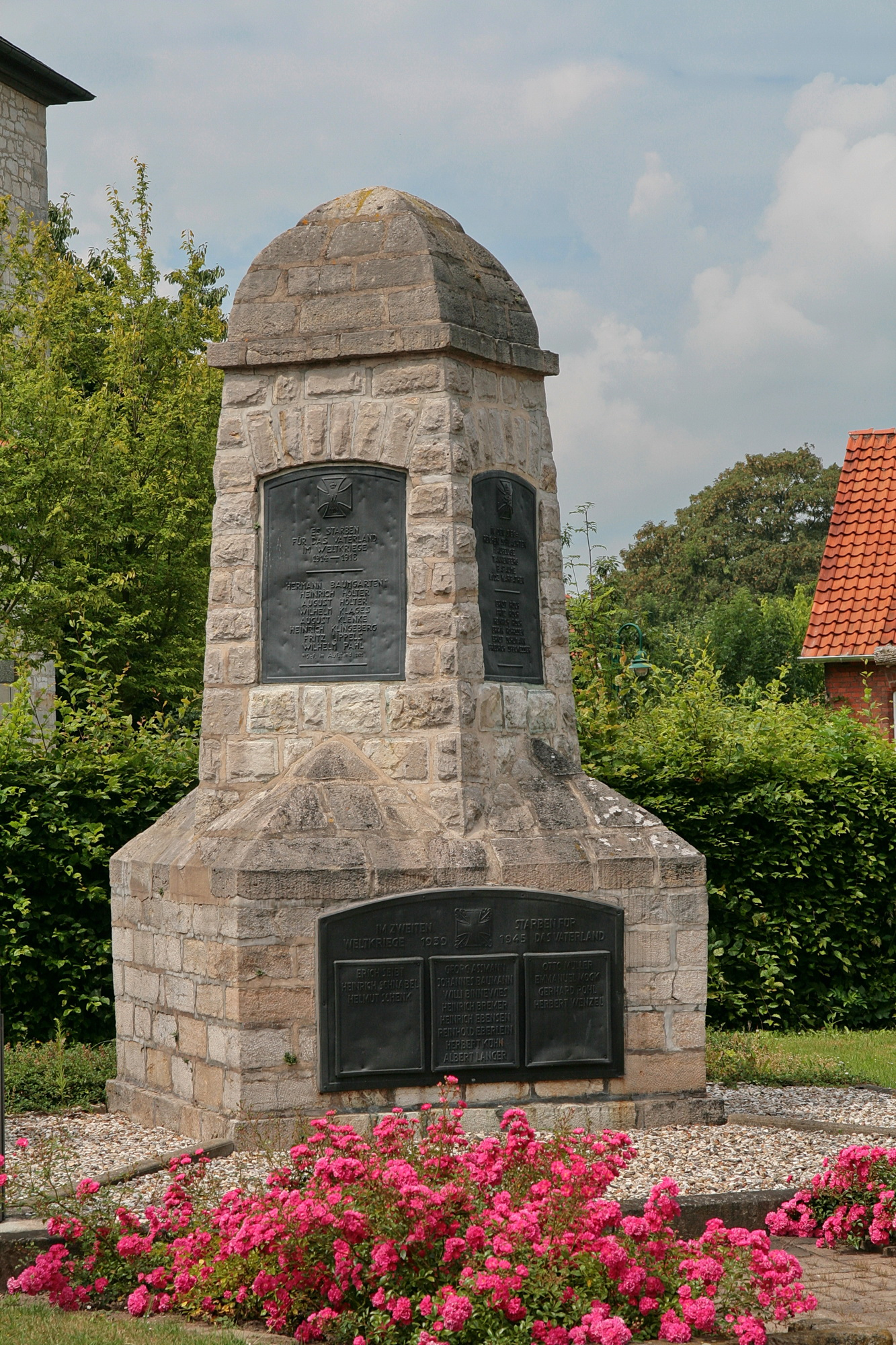
Kriegerdenkmal vor der Kirche
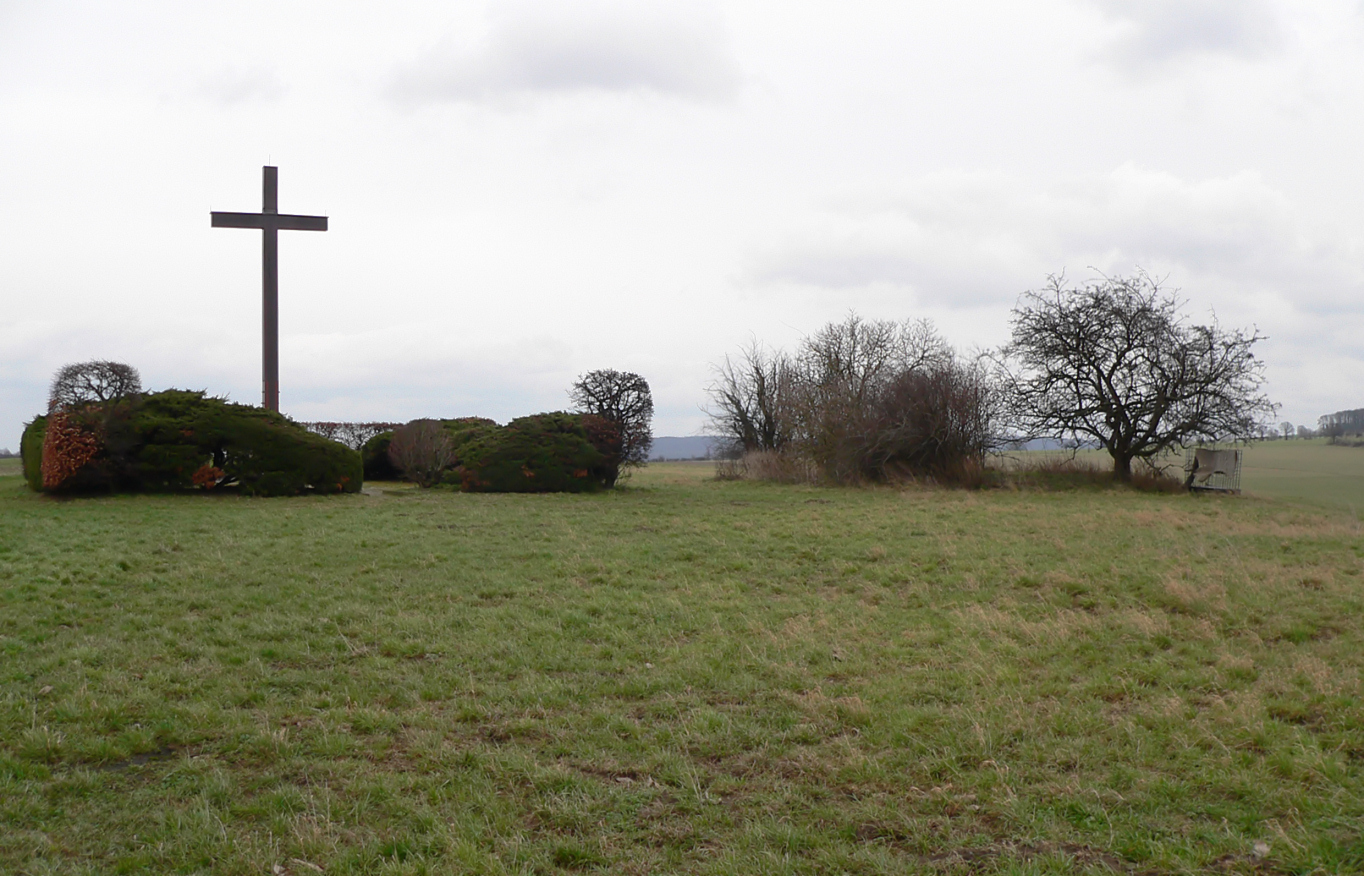
Ostlandkreuz auf dem Mühlenberg